# Пресиденте-Аес
Пресиденте-Аес (исп. Presidente Hayes) — департамент в Парагвае, расположен в центральной части страны и занимает территорию 72 907 км². Население по данным на 2002 год — 82 493 человек. Административный центр — город Вилья-Аес.
Департамент назван в честь 19-го президента США, Ратерфорда Хейса, который в 1878 году решил в пользу Парагвая территориальный спор между Парагваем и Аргентиной.

## География и климат

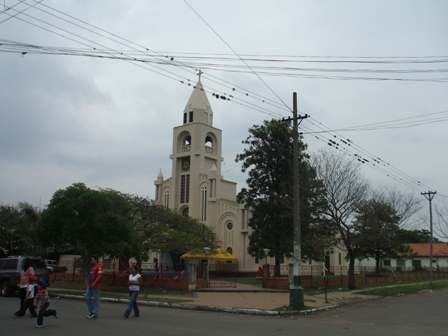
Церковь в Вилья-Аес

По рекам Парагвай и Пилькомайо проходит значительная часть границ департамента. Важной природной достопримечательностью Пресиденте-Аес является национальный парк Тинфунке (Tinfunqué), занимающий территорию в 280 000 га.
Среднегодовая температура составляет 26 °C, поднимаясь летом до 44 °C и опускаясь зимой до 0 °C. Среднее количество осадков составляет 900—1200 мм в год.

## Административное деление
В административном отношении делится на 9 округов:
| № | Округа                                                                             | Население, чел. (2002) | Площадь, км² |
| - | ---------------------------------------------------------------------------------- | ---------------------- | ------------ |
| 1 | Бенхамин-Акеваль (Benjamín Aceval)                                                 | 13 309                 | 1 839        |
| 2 | Доктор-Хосе-Фалькон (Doctor José Falcón)                                           | 3 189                  | 1 899        |
| 3 | Хенераль-Хосе-Мария-Бругес (General José María Bruguez)                            | 5 678                  |              |
| 4 | Нанава (Nanawa)                                                                    | 4 830                  | 4            |
| 5 | Пуэрто-Пинаско (Puerto Pinasco)                                                    | 3 948                  | 9 643        |
| 6 | Тениенте-Примеро-Мануэль-Ирала-Фернандес (Teniente Primero Manuel Irala Fernández) | 14 652                 |              |
| 7 | Тениенте-Эстебан-Мартинес (Teniente Esteban Martínez)                              | 6 453                  |              |
| 8 | Вилья-Аес (Villa Hayes)                                                            | 57 217                 | 60 334       |
| 9 | Посо-Колорадо (Pozo Colorado)                                                      | 24 356                 |              |

## Экономика
Важную часть экономики департамента занимает сельское хозяйство, основными сельскохозяйственным культурами являются: сорго, сахарный тростник и хлопок. Распространено разведение крупного рогатого скота. Развита металлургическая промышленность, в городах имеются также заводы по производству керамики и заводы пищевой промышленности, главным образом по переработке сахарного тростника.